# Panie Dulskie
Panie Dulskie – polski film komediowy z 2015 w reżyserii Filipa Bajona, z Krystyną Jandą, Katarzyną Figurą i Mają Ostaszewską w rolach głównych, nagrodzony Złotym Kangurem przez australijskich dystrybutorów podczas Festiwalu Filmowego w Gdyni.
Film kręcony w Warszawie i Lublinie.
Film jest wariacją, autorskim przedstawieniem kontynuacji losów bohaterów dramatu Moralność pani Dulskiej, Gabrieli Zapolskiej, do początków XXI wieku.

## Opis fabuły
Do Melanii, wnuczki pani Dulskiej, przyjeżdża Rainer Dulsky, który w Szwajcarii jest profesorem psychiatrii. Uczony czuje, że coś go łączy z kamienicą, w której mieszkają Dulscy. Melania, reżyserka filmowa, jest zaintrygowana historią rodu i skrywanymi rodzinnymi tajemnicami. Przyłącza się do poszukiwań profesora, zamierzając przy okazji zrealizować film dokumentalny o swojej rodzinie.

## Nagrody i nominacje
40. Festiwal Filmowy w Gdyni
- nagroda: Złoty Kangur[4]

Polskie Nagrody Filmowe 2016
- nominacja: najlepsze kostiumy – Małgorzata Zacharska
- nominacja: najlepszy dźwięk – Marek Wronko

## Obsada
W filmie wystąpili:
- Maja Ostaszewska – Melania Dulska
- Krystyna Janda – babka Melanii Dulskiej
- Katarzyna Figura – matka Melanii Dulskiej
- Władysław Kowalski – Rainer Dulsky
- Olgierd Łukaszewicz – Felicjan Dulski
- Sławomir Orzechowski – Wojtek
- Katarzyna Herman – Jasiewiczowa
- Sebastian Fabijański – Zbyszko
- Diana Zamojska – Hanka
- Mateusz Kościukiewicz – Zbyniu
- Marianna Zydek – Gabrysia
- Malina Malinowska – córka
- Justyna Zielska – córka
- Milena Poświatowska – Mela
- Iga Mencel – Hela
- Sonia Bohosiewicz – ubówa
- Grzegorz Małecki – ubek
- Jerzy Rogalski – rzeźbiarz
- Barbara Wypych – kokota
- Joanna Kupińska – lokatorka